# Калиничук, Василий Григорьевич
Василий Григорьевич Калиничук — советский хозяйственный, государственный и политический деятель, Герой Социалистического Труда.

## Биография
Родился в 1937 году в селе Антоновка. Член КПСС.
С 1959 года — на хозяйственной, общественной и политической работе. В 1959—1956 гг. — работник конторы бурения треста «Станиславбурнефть» в городе Длина Станиславской области Украинской ССР, мастер производственного обучения Николаевского технического училища, бурильщик треста «Крымнефтегазразведка», буровой мастер Стрежевского управления буровых работ объединения Главтюменнефтегаза Министерства нефтяной промышленности СССР, директор вышкомонтажной работы в Стрежевом, ответственный работник в Черноморском управлении разведочного бурения производственного объединения «Черноморнефтегазпром», ответственный работник производственного объединения «Тюменьбургаз».
Указом Президиума Верховного Совета СССР от 21 июля 1975 года присвоено звание Героя Социалистического Труда с вручением ордена Ленина и золотой медали «Серп и Молот».
За разработку и внедрение комплекса технико-технологических и организационных решений, обеспечивших в сложных природно-климатических условиях высокие темпы разбуривания нефтяных месторождений Западной Сибири и ускоренное создание нового нефтедобывающего района был в составе коллектива удостоен Государственной премии СССР в области науки и техники 1972 года.
Жил в Евпатории.